# Archieparquía de Ernakulam-Angamaly
La archieparquía de Ernakulam-Angamaly (en latín: Archieparchia Ernakulamensis-Angamaliensis, en malabar: എറണാകുളം-അങ്കമാലി അതിരൂപത y en inglés: Archeparchy of Ernakulam-Angamaly) es una circunscripción eclesiástica de la Iglesia católica en India. Se trata de una archieparquía siro-malabar, sede metropolitana de la provincia eclesiástica de Ernakulam-Angamaly y sede propia del archieparca mayor de Ernakulam-Angamaly. Desde el 11 de enero de 2024 su archieparca es Raphael Thattil y su administrador apostólico sede plena es el obispo Bosco Puthur.

## Territorio y organización

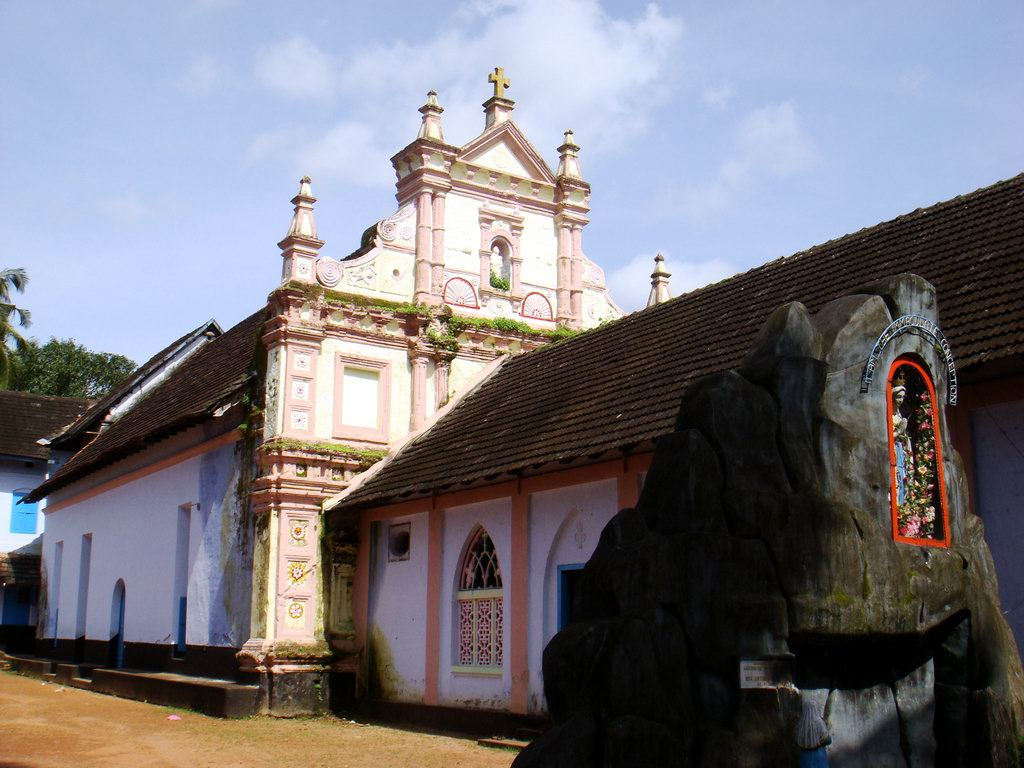
Concatedral de San Ormisda, en Angamaly

La archieparquía tiene 1500 km² y extiende su jurisdicción sobre los fieles católicos siro-malabares (excepto los knanayas) que residen en el estado de Kerala en los taluks de Cherthala, Kanayannoor, Kunnathunad, Mukundapuram y Vaikom, ubicados en los distritos de: Alappuzha, Kottayam, Thrissur y Ernakulam.

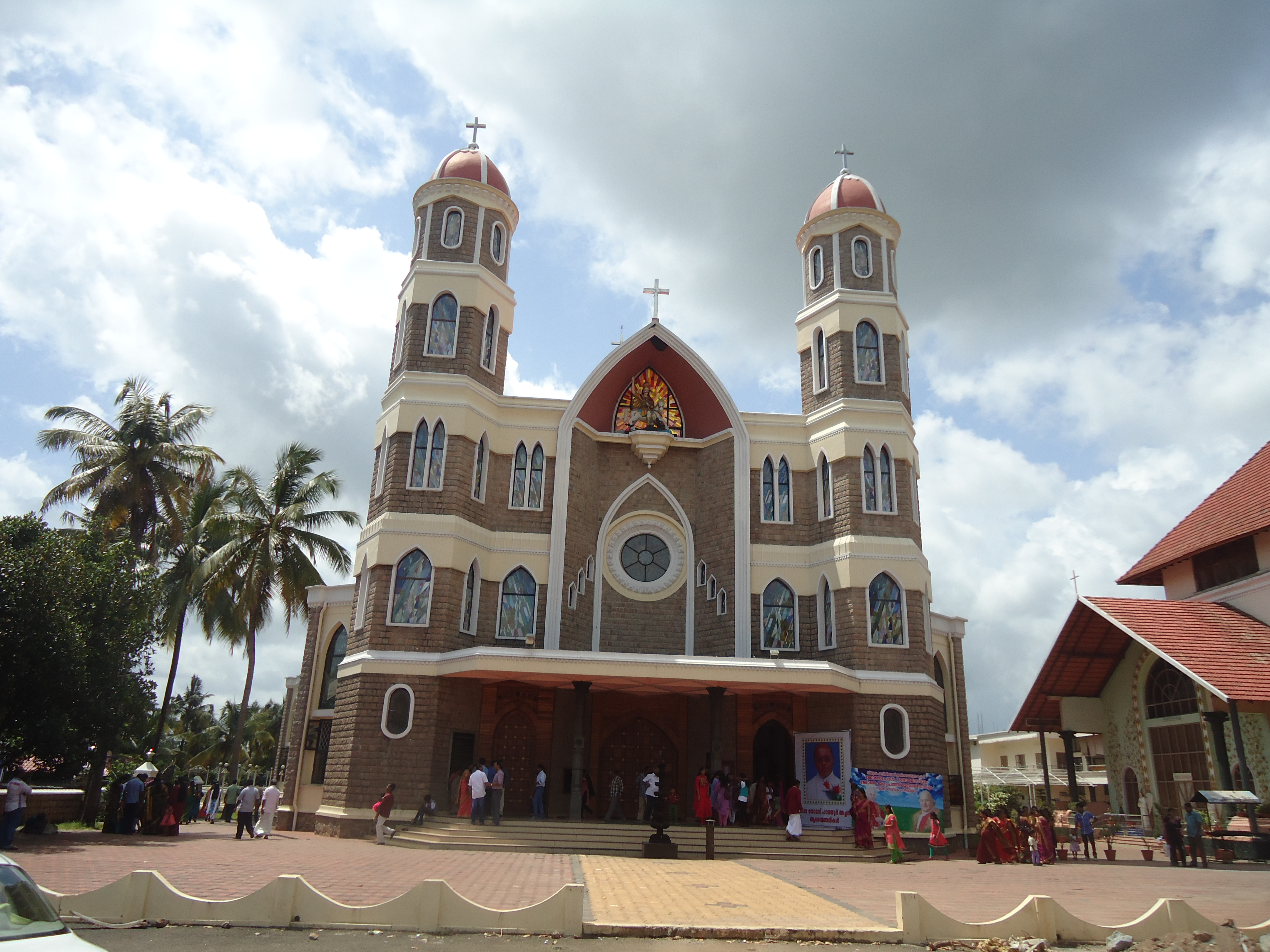
Basílica menor de San Jorge, en Angamaly

La sede de la archieparquía se encuentra en la ciudad de Ernakulam, comprendida en el municipio de Cochín (o Kochi), en donde se halla la Catedral Basílica de Santa María. En Angamaly se encuentra la Concatedral de San Ormisda y la basílica menor de San Jorge.
La archieparquía tiene como sufragáneas a las eparquías de: Faridabad, Hosur, Idukki, Kothamangalam y Shamshabad.
En 2021 en la archieparquía existían 235 parroquias agrupadas en 16 vicariatos foráneos.

## Historia
El vicariato apostólico de Ernakulam fue erigido 28 de julio de 1896 con el breve Quae rei sacrae del papa León XIII, obteniendo su territorio de los vicariatos apostólicos de Kottayam (a la vez suprimido) y de Trichur (hoy archieparquía de Trichur).
El 29 de agosto de 1911 cedió la jurisdicción sobre las parroquias knanayas (o sudistas) para la erección del nuevo vicariato apostólico de Kottayam (hoy archieparquía de Kottayam) mediante el breve In universi christiani del papa Pío X.
El 21 de diciembre de 1923 el vicariato apostólico fue elevado a archieparquía metropolitana con la bula Romani Pontifices del papa Pío XI.
El 29 de julio de 1956 cedió una parte de su territorio para la erección de la eparquía de Kothamangalam mediante la bula Qui in Beati Petri del papa Pío XII.
El 16 de diciembre de 1992, con la constitución apostólica Ernakulamensis-Angamaliensis del papa Juan Pablo II, la Iglesia católica siro-malabar fue elevada al rango de Iglesia arzobispal mayor; al mismo tiempo, la archieparquía tomó su nombre actual y se convirtió en la archieparquía propia del arzobispo mayor.

Quae maiori Christifidelium bono proficiunt, ea, pro gravissimo Nostro munere Pastoris totius Dominici gregis, sedula navitate nitimur praestare. Qua re, cum Ecclesia Syro-Malabarensis a sancti Thomae Apostoli praedicatione, ut constans fert traditio, genita ac proprio venerabili et spirituali patrimonio ditata, saeculorum decursu per tot rerum discrimina in dies firmata creverit, peropportunum Nobis videtur eandem constitui Ecclesiam archiepiscopalem maiorem. De consilio igitur Venerabilis Fratris Nostri Achillis S.R.E. Cardinalis Silvestrini, Praefecti Congregationis pro Ecclesiis Orientalibus, Apostolica Nostra usi potestate Ecclesiam Syro-Malabarensem constituimus Ecclesiam archiepiscopalem maiorem Ernakulamensem-Angamaliensem nomine appellandam, omnibus factis iuribus et officiis, quae ad normam sacrorum canonum Ecclesiarum Orientalium eidem competunt, mandantes ut eius territorium circumscribatur finibus Provinciarum Ecclesiasticarum Ernakulamensis et Changanacherrensis atque Archiepiscopi Maioris stabilis residentiae sedes in ipsa urbe Ernakulamensi ponatur. Quae vero iussimus ad effectum rite adducantur deque absoluto negotio sueta documenta exarentur et ad Congregationem, quam diximus, mittantur. Hanc denique Apostolicam Nostram Constitutionem nunc et in posterum ratam esse volumus, contrariis quibuslibet rebus non obstantibus.

## Estadísticas
Según el Anuario Pontificio 2022 la archieparquía tenía a fines de 2021 un total de 655 000 fieles bautizados.
| Año                                                                             | Población            | Población | Población      | Sacerdotes | Sacerdotes    | Sacerdotes    | Bautizados por sacerdote | Diáconos permanentes | Religiosos | Religiosos | Parroquias |
| Año                                                                             | Bautizados católicos | Total     | % de católicos | Total      | Clero secular | Clero regular | Bautizados por sacerdote | Diáconos permanentes | Varones    | Mujeres    | Parroquias |
| ------------------------------------------------------------------------------- | -------------------- | --------- | -------------- | ---------- | ------------- | ------------- | ------------------------ | -------------------- | ---------- | ---------- | ---------- |
| 1950                                                                            | 265 879              | 1 375 000 | 19.3           | 203        | 203           |               | 1309                     |                      | 105        | 838        | 127        |
| 1970                                                                            | 273 772              | 1 210 000 | 22.6           | 340        | 215           | 125           | 805                      |                      | 172        | 2144       | 110        |
| 1980                                                                            | 323 850              |           |                | 435        | 259           | 176           | 744                      |                      | 332        | 3258       | 272        |
| 1990                                                                            | 389 050              | 3 898 432 | 10.0           | 494        | 276           | 218           | 787                      |                      | 428        | 3271       | 313        |
| 1999                                                                            | 450 100              | 4 350 000 | 10.3           | 564        | 314           | 250           | 798                      |                      | 500        | 4080       | 312        |
| 2000                                                                            | 455 200              | 4 370 000 | 10.4           | 561        | 301           | 260           | 811                      |                      | 516        | 4200       | 325        |
| 2001                                                                            | 468 900              | 4 385 000 | 10.7           | 634        | 334           | 300           | 739                      |                      | 547        | 4280       | 328        |
| 2002                                                                            | 481 000              | 4 400 000 | 10.9           | 652        | 342           | 310           | 737                      |                      | 562        | 4380       | 332        |
| 2003                                                                            | 495 000              | 4 500 000 | 11.0           | 683        | 353           | 330           | 724                      |                      | 598        | 4450       | 337        |
| 2004                                                                            | 504 000              | 4 650 000 | 10.8           | 707        | 362           | 345           | 712                      |                      | 585        | 4550       | 346        |
| 2006                                                                            | 509 000              | 4 660 000 | 10.9           | 722        | 357           | 365           | 704                      |                      | 632        | 4900       | 346        |
| 2009                                                                            | 513 000              | 4 678 000 | 11.0           | 739        | 374           | 365           | 694                      |                      | 660        | 4975       | 347        |
| 2013                                                                            | 565 000              | 4 937 000 | 11.4           | 777        | 392           | 385           | 727                      |                      | 699        | 5092       | 349        |
| 2016                                                                            | 610 000              | 4 785 000 | 12.7           | 764        | 382           | 382           | 798                      |                      | 711        | 5270       | 349        |
| 2019                                                                            | 640 120              | 4 880 300 | 13.1           | 785        | 390           | 395           | 815                      |                      | 542        | 3972       | 214        |
| 2021                                                                            | 655 000              | 4 983 222 | 13.1           | 805        | 410           | 395           | 813                      |                      | 551        | 4235       | 235        |
| Fuente: Catholic-Hierarchy, que a su vez toma los datos del Anuario Pontificio. |                      |           |                |            |               |               |                          |                      |            |            |            |

## Episcopologio
Vicarios apostólicos
- Aloysius Pareparambil (Pazheparambil) † (11 de agosto de 1896-9 de diciembre de 1919, falleció)
- Augustine Kandathil † (9 de diciembre de 1919 por sucesión-21 de diciembre de 1923, nombrado archieparca)

Archieparcas metropolitanos
- Augustine Kandathil † (21 de diciembre de 1923-10 de enero de 1956, falleció)
- Joseph Parecattil † (20 de julio de 1956-30 de enero de 1984, renunció)
- Antony Padiyara † (23 de abril de 1985-16 de diciembre de 1992)

Archieparcas mayores
- Antony Padiyara † (16 de diciembre de 1992-11 de noviembre de 1996, renunció)
  - Varkey Vithayathil, C.SS.R. †, administrador apostólico (11 de noviembre de 1996-23 de diciembre de 1999)
- Varkey Vithayathil, C.SS.R. † (23 de diciembre de 1999-1 de abril de 2011, falleció)
- George Alencherry (25 de mayo de 2011-7 de diciembre de 2023, renunció)
  - Jacob Manathodath, administrador apostólico sede plena (22 de junio de 2018-27 de junio de 2019)
  - Antony Kariyil, C.M.I., vicario archiepiscopal (30 de agosto de 2019-30 de julio de 2022)
  - Andrews Thazhath, administrador apostólico sede plena (30 de julio de 2022-7 de diciembre de 2023)
  - Bosco Puthur, administrador apostólico sede vacante desde el 7 de diciembre de 2023
- Raphael Thattil, desde el 11 de enero de 2024.